# Iwan Danilowitsch Tschernjachowski

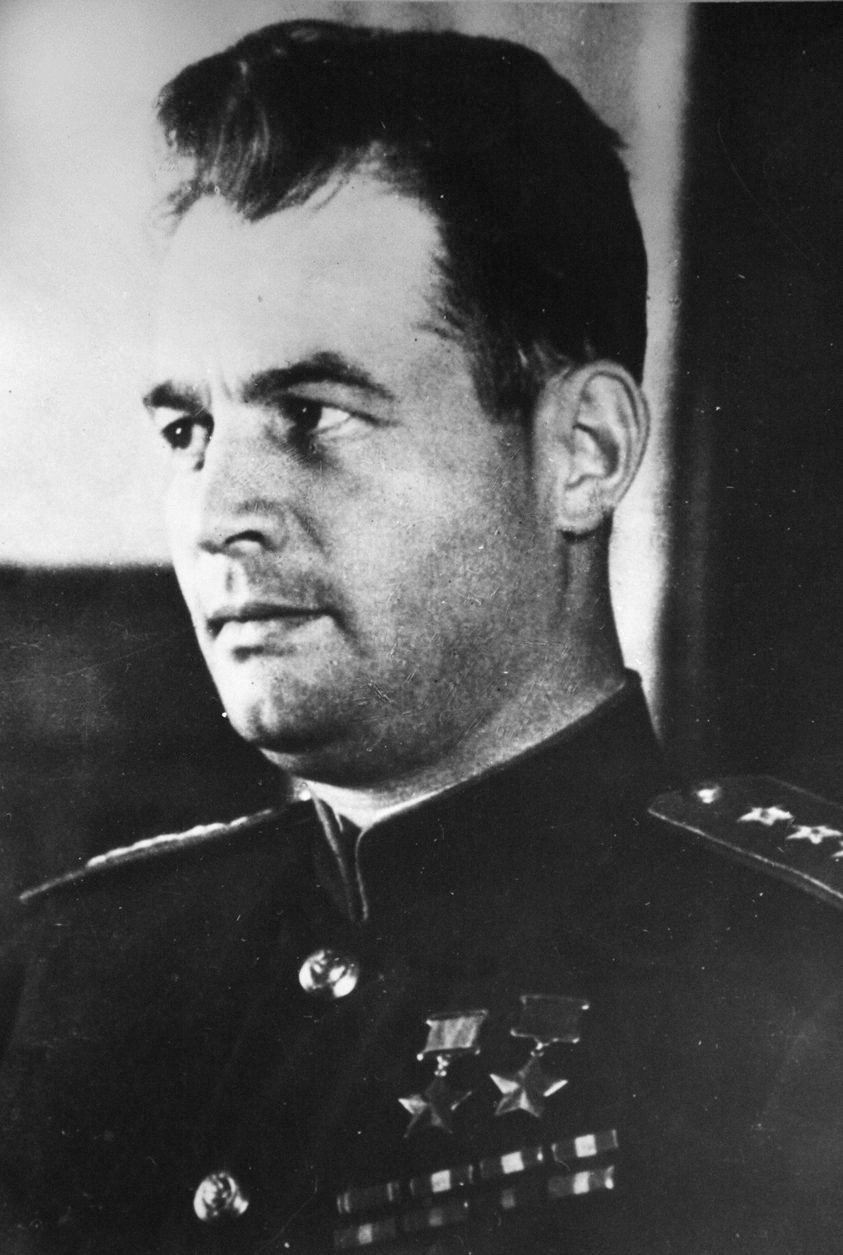
General Iwan Tschernjachowski, 1944

Iwan Danilowitsch Tschernjachowski (russisch Иван Данилович Черняховский, wiss. Transliteration Ivan Danilovič Černjachovskij; * 16. Junijul. / 29. Juni 1906greg. in Uman, Russisches Kaiserreich; † 18. Februar 1945 in Mehlsack, Ostpreußen) war der jüngste Armeegeneral in der Geschichte der sowjetischen Roten Armee.

## Leben
Ob sein auf Dokumenten angegebenes Geburtsdatum stimmt, ist ungewiss. Tschernjachowski wuchs bei Adoptiveltern auf, sein Adoptivvater war Bahnarbeiter. Dieser starb an Typhus, als der Sohn 9 Jahre alt war; vier Jahre später verstarb die Adoptivmutter. Zuerst arbeitete er als Hirte, machte bis 1922 bei der Eisenbahn eine Schlosser-Lehre, daneben eine Weiterbildung an einer Schule und war dortiger Komsomol-Sekretär. In den Jahren 1923/24 arbeitete er als Expedient, Küfer und Fahrer.
Mit 18 Jahren trat Tschernjachowski in die Rote Armee ein und besuchte zunächst 1924/25 die Offiziersschule für Infanterie in Odessa und danach die Artillerie-Schule in Kiew, welche er 1928 abschloss. Danach tat er bis 1931 Dienst in einem Artillerieregiment, bevor er zur Militärtechnischen Akademie abkommandiert wurde. Von 1932 bis 1936 war er Hörer an der Militärakademie für Mechanisierung und wurde dort bei seinen Studien stark von dem Buch „Vers l’armée de métier“ des damaligen Majors Charles de Gaulle und den Lehren des Marschalls der Sowjetunion Michail Tuchatschewski beeinflusst.
Nach diesen Lehrjahren übernahm Tschernjachowski erste Truppenkommandos. So diente er von 1936 bis 1938 als Chef des Stabes des 2. Panzerbataillons und als Kommandeur des 1. Panzerbataillons der 8. mechanisierten Brigade. Danach folgten in der Zeit von 1938 bis 1941 Verwendungen als Kommandeur des 9. mechanisierten Regimentes und stellvertretender Kommandeur der 2. Panzerdivision. Im März 1941 wurde Tschernjachowski zum Kommandeur der 28. Panzerdivision des 12. Mechanisierten Korps im Baltischen Militärbezirk ernannt.
Bei Ausbruch des Krieges zwischen dem Deutschen Reich und der Sowjetunion führte er zunächst diesen Verband (später umbenannt in 241. Schützendivision) weiter, bevor er am 5. Mai 1942 zum Generalmajor befördert und zum Kommandeur des 18. Panzerkorps ernannt wurde. Mit diesem verteidigte er im Juli 1942 erfolglos Woronesch. Große Aufmerksamkeit erhielt er jedoch, als er am 8. Februar 1943 als Befehlshaber der sowjetischen 60. Armee im Rahmen der Woronesch-Charkower Operation die Stadt Kursk zurückeroberte. Aufgrund dieses Erfolges wurde er am 14. Februar zum Generalleutnant befördert. Auch während der Tschernigow-Pripjat-Operation im August 1943, in deren Verlauf die Rote Armee bis an den Dnepr vorstieß, war es die von Tschernjachowski geführte Armee, die als erste einen Durchbruch durch die deutschen Linien erzielte.
Durch die Protektion von Armeegeneral Nikolai Watutin, Befehlshaber der 1. Ukrainischen Front und vor allem von Marschall Wassilewski, Chef des Generalstabs wurde Tschernjachowski nun ein schneller Aufstieg ermöglicht. General Watutin setzte bis zum Frühjahr 1944 seine Ernennung zum Befehlshaber der 3. Weißrussischen Front durch.

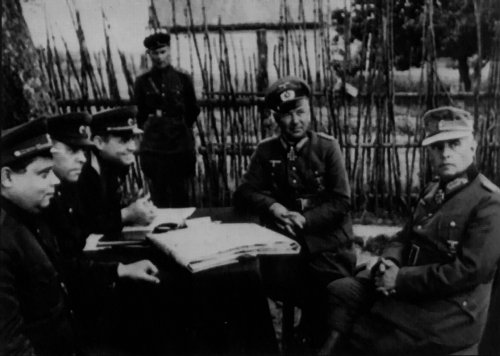
Tschernjachowski (3. v. l.) zusammen mit Marschall Wassilewski (2. v. l.) während der öffentlichen Vernehmung der bei Witebsk gefangen genommenen deutschen Generäle Alfons Hitter (rechts) und Friedrich Gollwitzer (2. v. r.) (28. Juni 1944)

Während der folgenden Großoffensive der Roten Armee gegen die deutsche Heeresgruppe Mitte, die den Decknamen Operation Bagration erhielt, eroberte Tschernjachowskis Heeresgruppe Witebsk (27. Juni), Vilnius (1. Juli) sowie Kaunas (1. August). Nach dem Ende der Operation Bagration befand sich die von Tschernjachowski geführte 3. Weißrussische Front an der Grenze zu Ostpreußen. Am 28. Juni 1944 wurde er im Alter von 38 Jahren zum Armeegeneral befördert.
Ein vom 16. Oktober bis 27. Oktober 1944 durch die Rote Armee unternommener Versuch (Gumbinnen-Goldaper Operation), in das Gebiet Ostpreußens vorzustoßen, wurde nach anfänglichen Gebietsgewinnen zum Misserfolg, da es der Wehrmacht gelang, die Stadt Goldap zurückzuerobern und schließlich nur das Waldgebiet Rominter Heide in sowjetischer Hand blieb. Während dieses Vorstoßes begingen sowjetische Soldaten das Massaker von Nemmersdorf.
Im Januar 1945 wurde die 3. Weißrussische Front in der Schlacht um Ostpreußen eingesetzt und trat zum Vorstoß auf Königsberg an. Da die Truppen Tschernjachowskis den um die deutschen Truppen gebildeten Kessel im Süden und Osten abriegelten, wurde er selbst zum Oberbefehlshaber in Ostpreußen ernannt. Am 17. Februar 1945 befand sich Tschernjachowski in einem Willys-Jeep auf dem Weg zu einem Treffen mit dem Befehlshaber der 3. Armee im vorderen Frontgebiet in Ostpreußen. Dabei schlug in der Nähe der Stadt Mehlsack eine deutsche Granate nahe dem Fahrzeug ein. Während das Fahrzeug kaum beschädigt wurde und die anderen vier Insassen unverletzt blieben, erlitt Tschernjachowski eine Splitterverletzung, der er am folgenden Tag erlag. Seinen Posten übernahm der bisherige Chef des Generalstabs Marschall Alexander Wassilewski.
Tschernjachowskis Leichnam wurde nach Vilnius überführt und dort begraben. Nach der Unabhängigkeit Litauens von der Sowjetunion im Jahre 1990 wurde er nach Russland überführt und dort auf dem Nowodewitschi-Friedhof in Moskau beigesetzt. In dem von Russland annektierten Teil Ostpreußens (Oblast Kaliningrad) wurde die Stadt Insterburg 1946 in Tschernjachowsk umbenannt.

### Tschernjachowski und die Verbrechen der Roten Armee

#### Ostgebiete der Zweiten Polnischen Republik

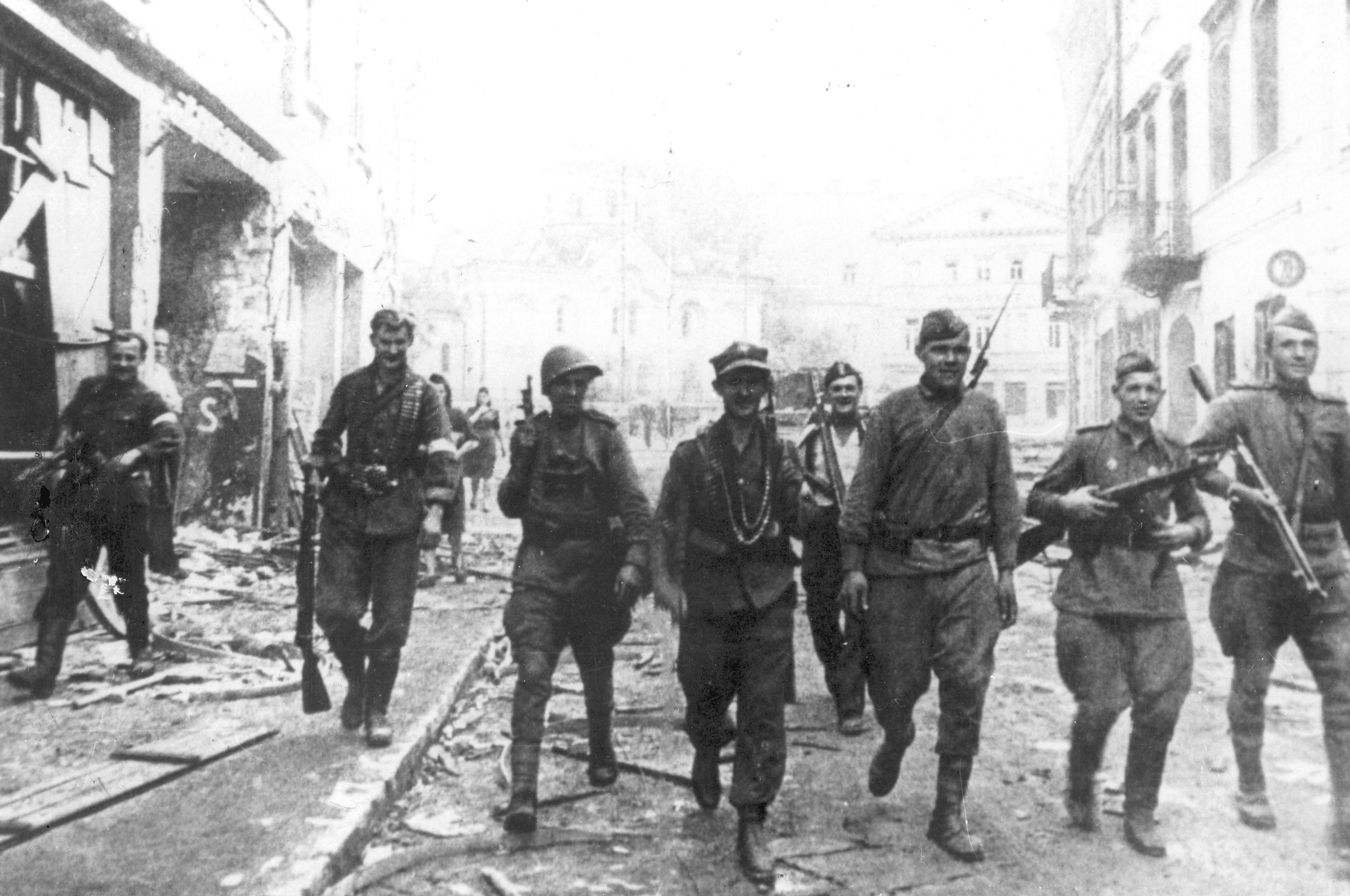
Patrouille von Soldaten der Armia Krajowa und der Roten Armee auf der Großen Straße in Vilnius. (13. Juli 1944)

Nach der erfolgreichen Rückeroberung der heutigen litauischen Hauptstadt Vilnius bis zum 15. Juli 1944, die vom 20. Februar 1922 bis zum 6. Oktober 1939 zur Zweiten Polnischen Republik gehörte (→Litwa Środkowa), durch die unter Tschernjachowskis Kommando stehende 11. Gardearmee, begann eine von NKWD-Truppen unter der Führung von Iwan Serow durchgeführte Verhaftungswelle gegen Angehörige der polnischen Heimatarmee (→Armia Krajowa, kurz: AK). Viele AK-Kämpfer, die in den Tagen zuvor mit den unter Tschernjachowskis Kommando stehenden Aufklärungseinheiten der Roten Armee kollaboriert und einen wesentlichen Anteil zur Befreiung von Vilnius beigetragen hatten, wurden in die Arbeitslager des Gulag deportiert oder ermordet. Tschernjachowski wird von polnischen Historikern ebenfalls für diese Vorgänge verantwortlich gemacht.

#### Ostpreußen
Tschernjachowskis Verhalten gegenüber der deutschen Bevölkerung wurde vor allem von dem deutschen Historiker Joachim Hoffmann kritisiert, welcher in diesem einen der Hauptverantwortlichen für die Verbrechen der Roten Armee in Ostpreußen sah. So habe er selbst in seinen Tagesbefehlen zur Begehung von Racheakten gegen die deutsche Zivilbevölkerung aufgerufen. Als Beispiele nannte er zwei Tagesbefehle des Generals an seine Truppen, jeweils vom Oktober 1944 und vom 12. Januar 1945:
„Die Qualen der Gemordeten, das Stöhnen der lebendig Begrabenen, die unstillbaren Tränen der Mütter fordern euch zu schonungsloser Rache auf. […] Möge der blutrünstige, verhasste Feind, der uns soviel Leid und Qualen gebracht hat, erzittern und in den Strömen seines eigenen schwarzen Blutes ertrinken.“ (Oktober 1944)
„Gnade gibt es nicht – für niemanden, wie es auch keine Gnade für uns gegeben hat. […] Es ist unnötig, von den Soldaten der Roten Armee zu fordern, dass Gnade geübt wird. Sie lodern vor Hass und Rachsucht. Das Land der Faschisten muss zur Wüste werden, wie auch unser Land, das sie verwüstet haben. Die Faschisten müssen sterben, wie auch unsere Soldaten gestorben sind.“ (12. Januar 1945)
Beide Tagesbefehle hat der Historiker Joachim Hoffmann aus den erhalten gebliebenen Akten der Abteilung Fremde Heere Ost des deutschen Generalstabs zum Thema Völkerrechtsverletzungen entnommen. Eine Bestätigung oder Widerlegung anhand von äquivalenten russischsprachigen Akten steht aufgrund schlechten Zugangs zu diesem Material aus, sodass die Kritik Hoffmanns bis zu diesem Zeitpunkt nicht als vollständig historisch begründet gelten kann.

## Militärische Ränge
Tschernjachowski absolvierte selbst für die Rote Armee während und nach den stalinistischen Verfolgungen der Jahre 1936 bis 1938 eine steile Karriere. Nachdem er 1936 den Rang eines Oberleutnants erreicht hatte, wurde er mit Ausnahme des Jahres 1940 jährlich befördert, 1944 innerhalb von knapp vier Monaten zweimal:
- 1936 Oberleutnant
- 1937 Hauptmann
- 1938 Major
- 1939 Oberstleutnant
- 1941 Oberst
- 1942 Generalmajor (5. Mai)
- 1943 Generalleutnant (14. Februar)
- 1944 Generaloberst (5. März)
- 1944 Armeegeneral (26. Juni)

## Auszeichnungen
- Tschernjachowski wurde zweimal, am 17. Oktober 1943 (№ 1922) und am 29. Juli 1944 (№ 30), als Held der Sowjetunion ausgezeichnet.[11]
- Am 29. Mai 1944 erhielt er den Kutusoworden Erster Klasse.[12]